# Yuka Kagami
Yuka Kagami (Tokyo, 14 settembre 2001) è una lottatrice giapponese, specializzata nella lotta libera.
Nel 2023 si è laureata campionessa mondiale fino ai 76 kg, battendo in finale a Belgrado la kirghisa Aiperi Medet Kyzy.
L'11 agosto 2024, ai Giochi olimpici di Parigi 2024, si laurea campionessa olimpica nella categoria fino ai 76 kg, sconfiggendo in finale la statunitense Kennedy Blades.

## Palmarès
- Giochi olimpici

Parigi 2024: oro nei 76 kg.
- Campionati mondiali di lotta

Belgrado 2022: bronzo nei 76 kg.
Belgrado 2023: oro nei 76 kg.
- Campionati asiatici

Xi'An 2019: oro nei 72 kg.
Ulaanbaatar 2022: bronzo nei 76 kg.
- Giochi olimpici giovanili

Buenos Aires 2018: bronzo nei 73 kg.